# Jacquizz Rodgers
Jacquizz Rodgers, detto Quizz (Richmond, 6 febbraio 1990), è un giocatore di football americano statunitense che gioca nel ruolo di running back per i New Orleans Saints della National Football League (NFL). Fu scelto nel corso del quinto giro (145º assoluto) del Draft NFL 2011 dagli Atlanta Falcons. Al college ha giocato a football all'Università statale dell'Oregon.

## Carriera professionistica

### Atlanta Falcons
Rodgers fu scelto nel corso del quinto giro del Draft 2011 dagli Atlanta Falcons e il 28 luglio firmò un contratto con la franchigia. Nella sua stagione da rookie disputò tutte le 16 partite, nessuna delle quali come titolare, segnando il suo primo touchdown su ricezione contro i Carolina Panthers e il primo su corsa nell'ultima giornata della stagione regolare contro i Tampa Bay Buccaneers.
Rodgers segnò i primi due touchdown su corsa della stagione 2013 nella settimana 5 contro i New York Jets. Nella settimana 7 invece segnò i primi due TD su ricezione nella vittoria sui Buccaneers.
Nella vittoria ai supplementari della settimana 1 del 2014 contro i New Orleans Saints, Rodgers compì alcune giocate decisive per impattare la partita, terminando con 34 yard corse e un touchdown, l'unico della stagione.

### Chicago Bears
Il 31 marzo 2015, Rodgers firmò con i Chicago Bears.

### Tampa Bay Buccaneers
Il 13 settembre 2017, Rodgers firmò con i Tampa Bay Buccaneers. Il 9 marzo 2017 firmò un rinnovo contrattuale pluriennale.

### New Orleans Saints
Nel 2019 Rodgers firmò con i New Orleans Saints.